# Keryks
Keryks (gr. κήρυξ kḗryx „herold”, łac. ceryx) – urzędnik (herold) w starożytnej Grecji.
Początkowo zaufany członek świty władcy pełniący głównie funkcje porządkowe na dworze oraz w czasie zgromadzeń, obwieszczający postanowienia, wysyłany jako posłaniec z wiadomościami.
Według mitologii greckiej i rzymskiej funkcję tę pełnili boscy posłańcy: bóg Hermes (Merkury) i bogini Iris, a także liczne inne postacie (m.in. Ajtalides, Eurybates, Idmon, Idajos, Kopreus, Medon).